# Anomala nubeculosa
Anomala nubeculosa är en skalbaggsart som beskrevs av Ohaus 1905. Anomala nubeculosa ingår i släktet Anomala och familjen Rutelidae. Inga underarter finns listade i Catalogue of Life.